# Ananke (vệ tinh)
Ananke /əˈnæŋkiː/ (tiếng Hy Lạp: Ανάγκη) là một vệ tinh tự nhiên dị hình chuyển động nghịch hành của Sao Mộc. Nó được khám phá bởi Seth Barnes Nicholson tại Đài thiên văn Núi Wilson vào năm 1951 và được đặt tên theo Ananke trong thần thoại, hiện thân của Necessity, và là mẹ của Moirai (Fates) bởi thần Zeus. Dạng tính từ của cái tên này là Anankean.
Ananke nhận được cái tên hiện tại vào năm 1975; trước đó, nó đơn giản được gọi là Jupiter XII. Nó đôi khi được gọi là "Adrastea" từ năm 1955 đến năm 1975 (Adrastea giờ là tên của một vệ tinh khác của sao Mộc).
Ananke được lấy để đặt tên cho nhóm Ananke, gồm các vệ tinh dị hình chuyển động nghịch hành quay xung quanh sao Mộc từ 19,3 đến 22,7 Gm, ở một độ nghiêng vào khoảng 150°.

## Quỹ đạo

Các vệ tinh dị hình chuyển động nghịch hành của Sao Mộc.

Ananke quay quanh sao Mộc ở một quỹ đạo nghịch hành có độ lệch tâm lớn và độ nghiêng lớn. Tám vệ tinh dị hình quay quanh sao Mộc đã được phát hiện kể từ năm 2000 cũng có những quỹ đạo tương tự. Các chỉ số quỹ đạo là kể từ tháng 1 năm 2000. Chúng vẫn liên tục thay đổi do các sự nhiễu loạn mặt trời và các hành tinh. Biểu đồ mô tả quỹ đạo của Ananke trong mối liên hệ với các vệ tinh dị hình chuyển động nghịch hành khác của sao Mộc. Độ lệch tâm của những quỹ đạo đã được chọn thì được biểu thị bởi các đoạn màu vàng (kéo dài từ cận điểm quỹ đạo tới viễn điểm quỹ đạo). Vệ tinh thông thường ngoài cùng Callisto cũng được đặt vào trong biểu đồ để có sự tham chiếu.
Với những số liệu về quỹ đạo và đặc điểm vật lý đã biết cho tới giờ, Ananke được coi là tàn tích lớn nhất của một vụ va chạm ban đầu đã tạo nên nhóm Ananke.

## Đặc điểm vật lý

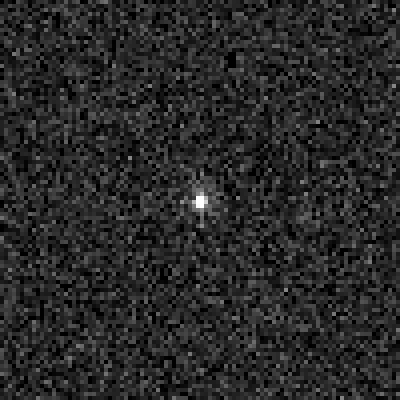
Hình ảnh phơi sáng một lần của Ananke do tàu vũ trụ WISE chụp vào năm 2010

Ở trong phổ điện từ nhìn thấy được, Ananke xuất hiện trung tính với màu đỏ nhạt (chỉ mục màu B-V= 0,90 V-R=0,38).
Phổ điện từ hồng ngoại cũng giống như các tiểu hành tinh kiểu P nhưng với một dấu hiệu có khả năng của nước.